# Bâtiment de l'école maternelle Anđa Ranković à Vršac
Pour les articles homonymes, voir Ranković.
Le bâtiment de l'école maternelle Anđa Ranković à Vršac (en serbe cyrillique : Зграда дечјег вртића „Анђа Ранковић“ у Вршцу ; en serbe latin : Zgrada dečjeg vrtića „Anđa Ranković“ u Vršcu) est situé à Vršac et dans le district du Banat méridional, en Serbie. Il est inscrit sur la liste des monuments culturels de grande importance de la république de Serbie (identifiant no SK 1442).

## Présentation
Le bâtiment a été construit dans les années 1880 pour l'avocat Svetozar Peša puis il a abrité la poste de Vršac. Après la Première Guerre mondiale, il a appartenu à l'avocat Martin Filipon puis a servi d'internat pour une école secondaire ; à partir de 1953, il a abrité les Archives historiques publiques avant de servir de locaux pour l'école maternelle Anđa Ranković.
Le bâtiment, de style néo-romantique, est constitué d'un simple rez-de-chaussée ; il est construit sur un plan qui épouse la lettre cyrillique « Г ». La façade principale, qui donne sur la place Nikola Pašić, est dotée d'une avancée centrale qui lui confère un aspect symétrique ; elle est également rythmée par des pilastres peu profonds ; la partie saillante possède trois hautes fenêtres en plein cintre et, au-dessous du toit, court une frise avec une arcature aveugle. Les parties de la façade en retrait de l'avancée centrale disposent de deux fenêtres plus petites et d'une large frise avec arcature. L'autre façade, donnant sur une rue, a été conçue sur le même modèle que la façade principale.